# 豊田佐助

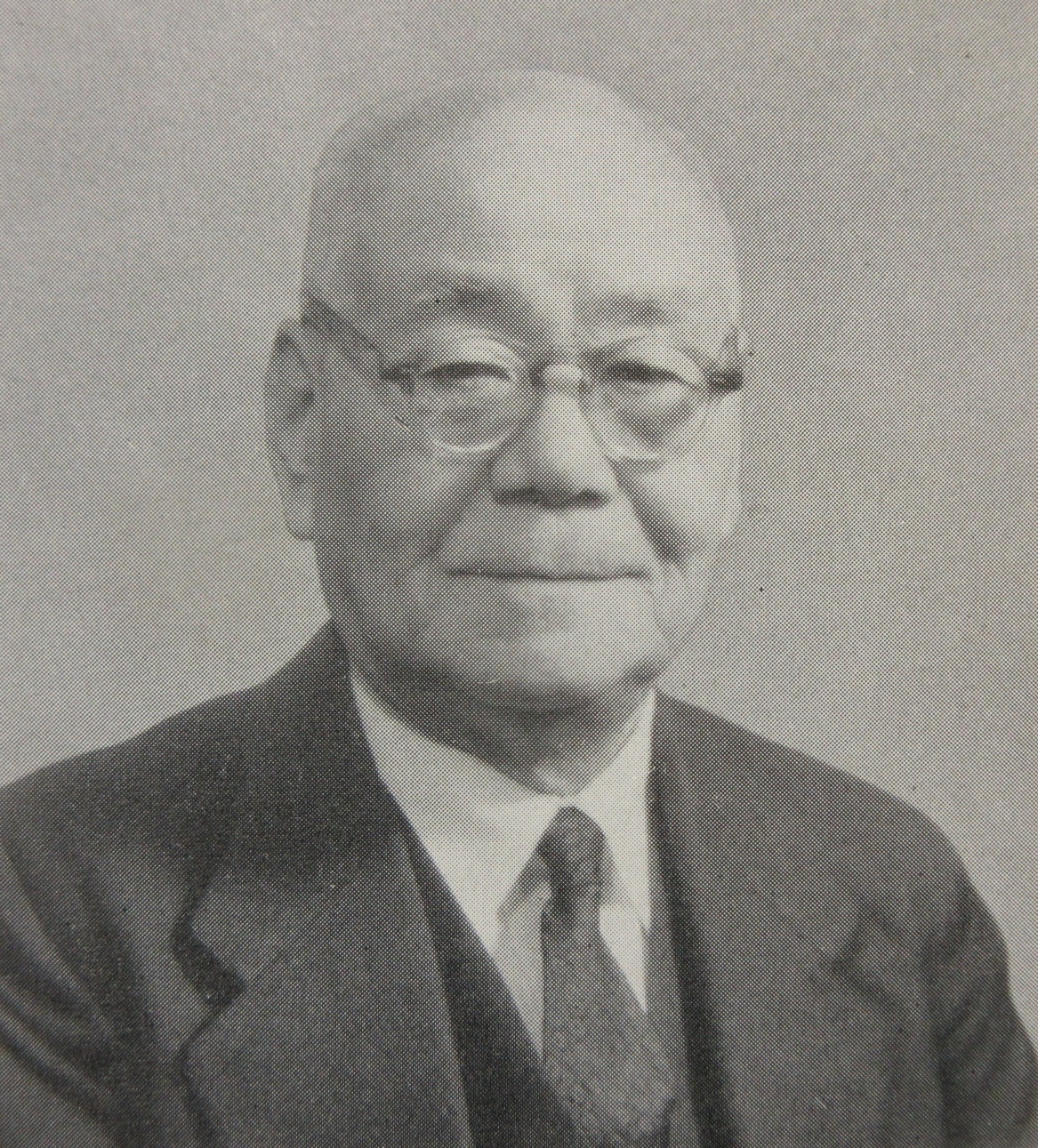
豊田佐助

豊田 佐助（とよだ さすけ、1882年（明治15年）4月22日 - 1962年（昭和37年）11月27日）は、日本の実業家。トヨタグループ創始者である兄豊田佐吉を助け、豊田紡織社長、豊田自動織機製作所監査役、豊田工機監査役等を務めた。

## 人物・経歴

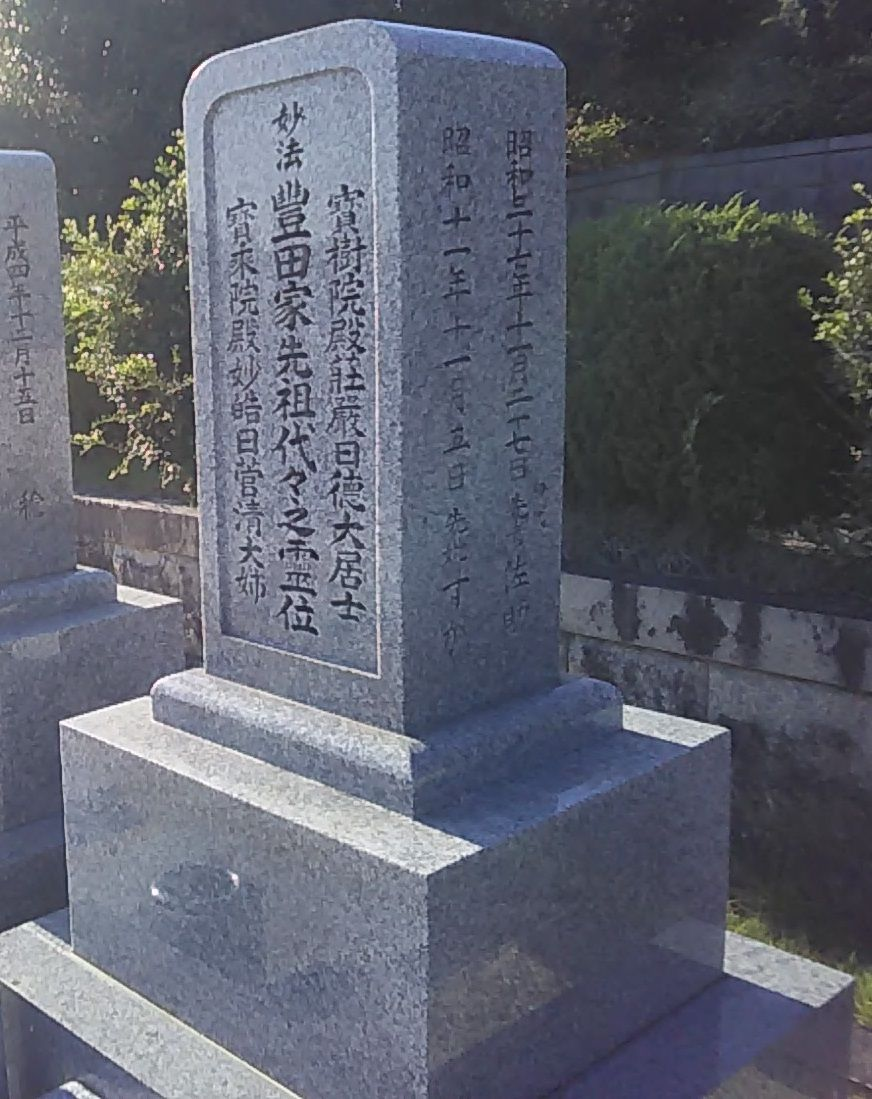
豊田佐助の墓(覚王山日泰寺)

静岡県出身。織物業を営むとともに、兄豊田佐吉の豊田商店を助け、事業拡大に尽力した。1918年の菊井紡織設立時には豊田佐吉、藤野亀之助、児玉一造らとともに出資を行い、専務取締役に就任した。1926年に豊田自動織機製作所が設立されると村野時哉とともに監査役に就任。1931年に菊井紡織が豊田紡織と合併すると、豊田紡織社長に就任。1950年ユタカプレコン社長。1952年豊田工機監査役。

## 親族
豊田自動織機創業者豊田佐吉や、トヨタ車体第2代社長豊田平吉は兄。トヨタ自動車初代社長豊田利三郎は義理の甥（佐吉の娘婿）。アイシン精機社長豊田稔は長男。INAX社長伊奈輝三は娘婿。